# Aleksandr Tiziakow
Aleksandr Iwanowicz Tiziakow (ur. 10 grudnia 1926, zm. 25 stycznia 2019) – radziecki polityk i działacz społeczny.
Absolwent Politechniki Uralskiej. Od 1956 pracownik Zjednoczenia Naukowo-Produkcyjnego „Maszynostroitielnyj Zawod im. Kalinina” w Swierdłowsku (był technologiem, sekretarzem podstawowej organizacji partii, naczelny inżynier i dyrektor generalny). Od 1990 do 1991 wiceprezydent Związku Naukowo-Przemysłowego ZSRR. Prezydent Stowarzyszenia Państwowych Przedsiębiorstw i Zjednoczeń Przemysłowych Budownictwa, Transportu i Łączności ZSRR. W sierpniu 1991 znalazł się areszcie jako współlider Państwowego Komitetu Stanu Wyjątkowego (PKSW). W lutym 1994 uzyskał ułaskawienie na mocy uchwały Dumy Państwowej.